# Tocos do Moji
Tocos do Moji è un comune del Brasile nello Stato del Minas Gerais, parte della mesoregione del Sul e Sudoeste de Minas e della microregione di Pouso Alegre.